# Jan Cees Tans
Jan Cees Tans (1947) is een Nederlandse saxofonist, componist en bandleider.
Tans speelde met Han Bennink en Kees Hazevoet. Vanaf 1975 was hij lid van het kwartet De Flaconis en vanaf 1978 speelde hij in een kwartet met twee bassisten Harry Miller en Arjen Gorter (soms ook Ernst Glerum) en enkele drummers. Verder trad hij op met de Stichting Amsterdams Tenoren Onderzoek van Hans Dulfer. Tans staat ook wel bekend als het officiële zevende bandlid van Gruppo Sportivo.
In 1980 richtte hij een tienkoppige band op, J.C. Tans & Rockets, die stukken van bijvoorbeeld Big Jay McNeely, Jimmie Lunceford en The Rolling Stones in een moderne jazz-uitvoering speelde. In 1987 ging de band J.C. Tans Orchestra heten. In de groep speelden onder meer Ab Baars, Wolter Wierbos, Sean Bergin en Victor de Boo. Tans kreeg in 1987 de Boy Edgarprijs.

## Discografie
- Bust Out (1983)
- A Rocket Symphony (1985)
- Dance of the Tadpoles (1987)
- Around the World (1989)